# Dongbu (socken i Kina)
Dongbu (kinesiska: 东堡, 东堡乡) är en socken i Kina. Den ligger i provinsen Hunan, i den södra delen av landet, omkring 76 kilometer sydost om provinshuvudstaden Changsha. Antalet invånare är 19185. Befolkningen består av 8 972 kvinnor och 10 213 män. Barn under 15 år utgör 14,0 %, vuxna 15-64 år 74 %, och äldre över 65 år 11,0 %.
Genomsnittlig årsnederbörd är 2 042 millimeter. Den regnigaste månaden är maj, med i genomsnitt 332 mm nederbörd, och den torraste är oktober, med 35 mm nederbörd.